# Los Llanos del Águila
Los Llanos del Águila es  un barrio de la ciudad española de Albacete situado al norte de la capital. Alberga grandes infraestructuras de la ciudad en los ámbitos judicial, de seguridad, educativo, escénico, universitario, sanitario, de servicios sociales o meteorológico. Al norte se sitúa Campollano, uno de los mayores polígonos industriales de España. Tiene 1802 habitantes (2012).

## Historia

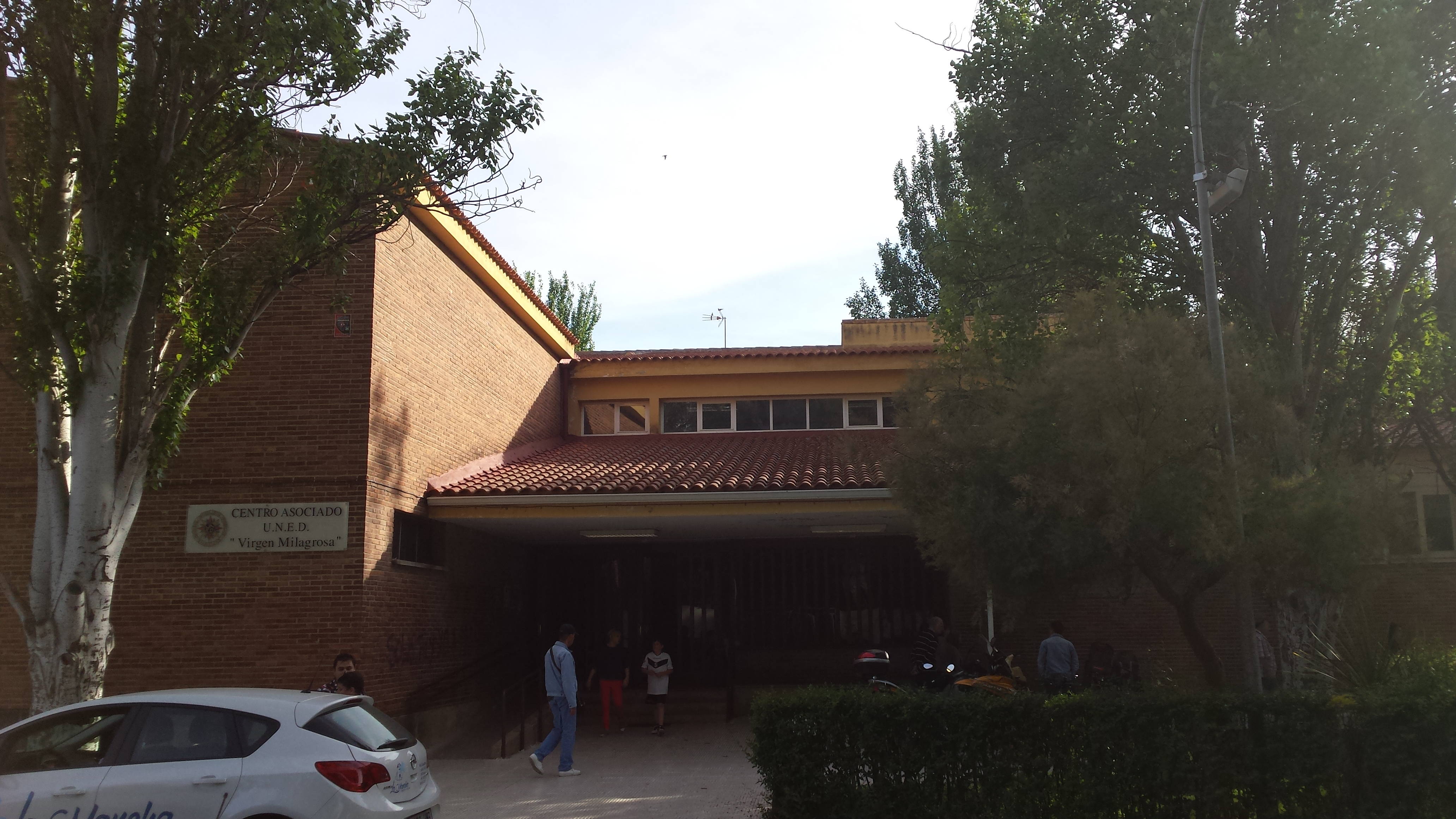
Centro Asociado de la UNED en Albacete

Los Llanos del Águila toma su nombre de la antigua fábrica de cerveza El Águila que se encontraba en la zona en la segunda mitad del siglo XX frente a la extinta Universidad Laboral de Albacete, actual sede del Instituto de Educación Secundaria Universidad Laboral y de la Escuela de Hostelería y Turismo de Albacete. La fábrica, que comenzó su actividad en 1962, se dedicaba al procesamiento de cebada para maltería, de ahí que fuese conocida como maltería El Águila de Albacete, llegó a ser la más grande de España y fue demolida en 1997 para construir los grandes bloques de viviendas que componen el barrio.

## Urbanismo

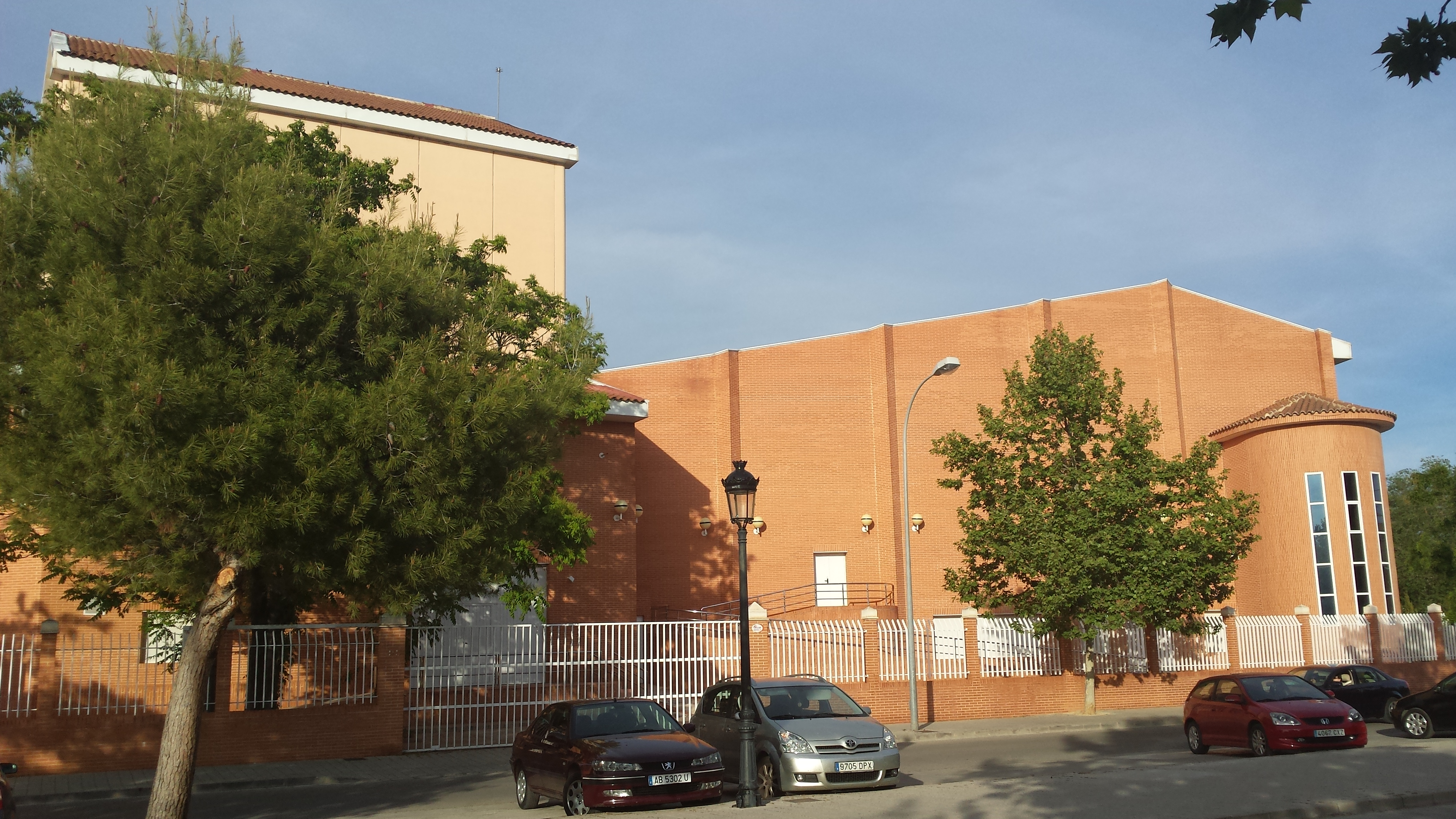
Teatro de la Paz

El barrio, de grandes dimensiones, está formado por grandes edificios de viviendas de reciente construcción. Al norte está integrado por viviendas adosadas. Entre los lugares de interés se encuentra la plaza de Los Llanos del Águila, plaza central del barrio, en cuyo centro se ubica una gran fuente.

## Geografía

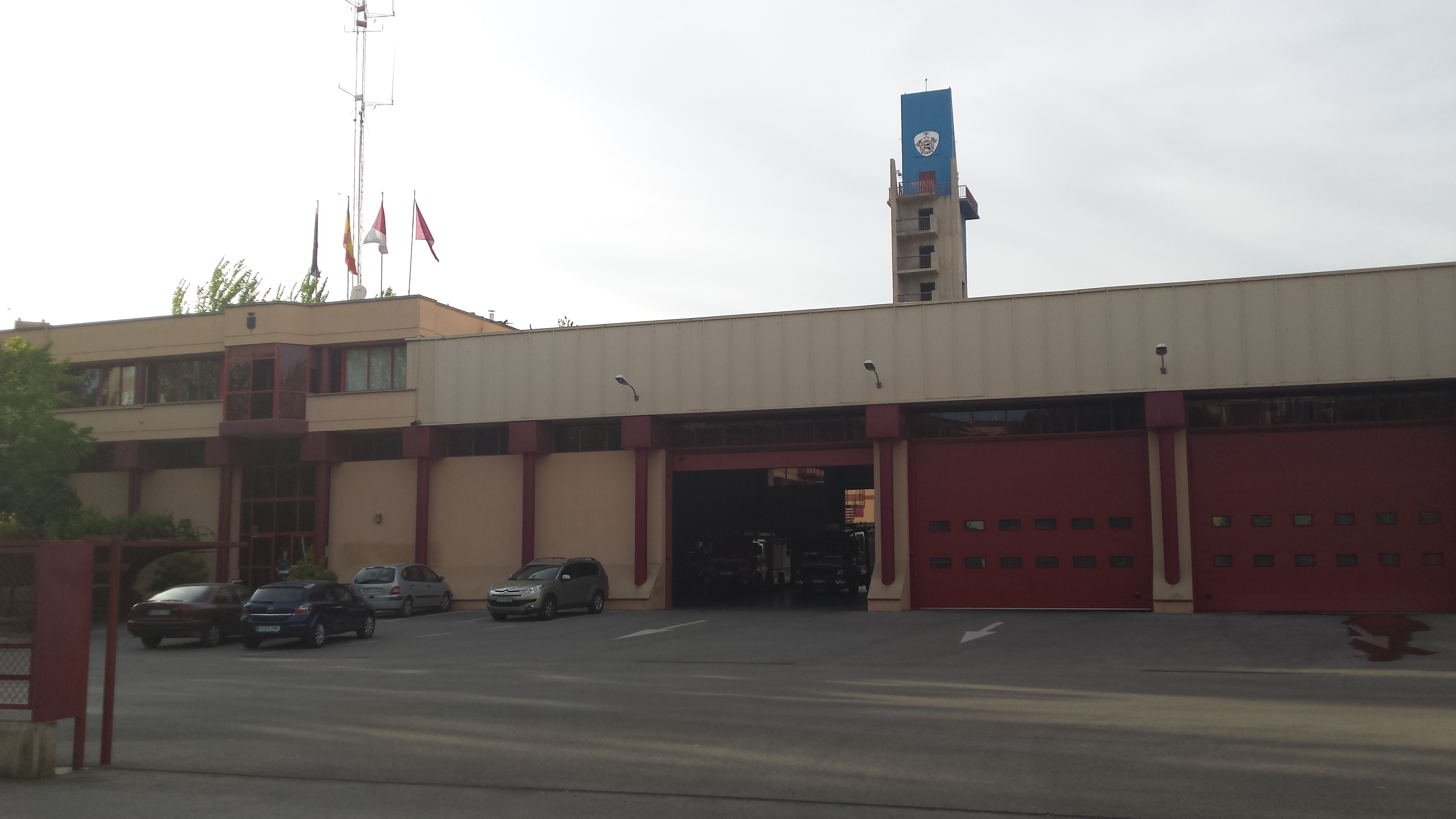
Parque de Bomberos de Albacete

El barrio está situado en el norte de la ciudad de Albacete, entre las calles avenida Cronista Mateos y Sotos al sur, paseo de la Cuba al este, el Parque Empresarial Campollano al norte y la avenida Gregorio Arcos al oeste. Limita con los barrios Industria al sur, Nuestra Señora de Cubas y Santa Cruz al este y Cañicas, Imaginalia y El Pilar al oeste.

## Demografía

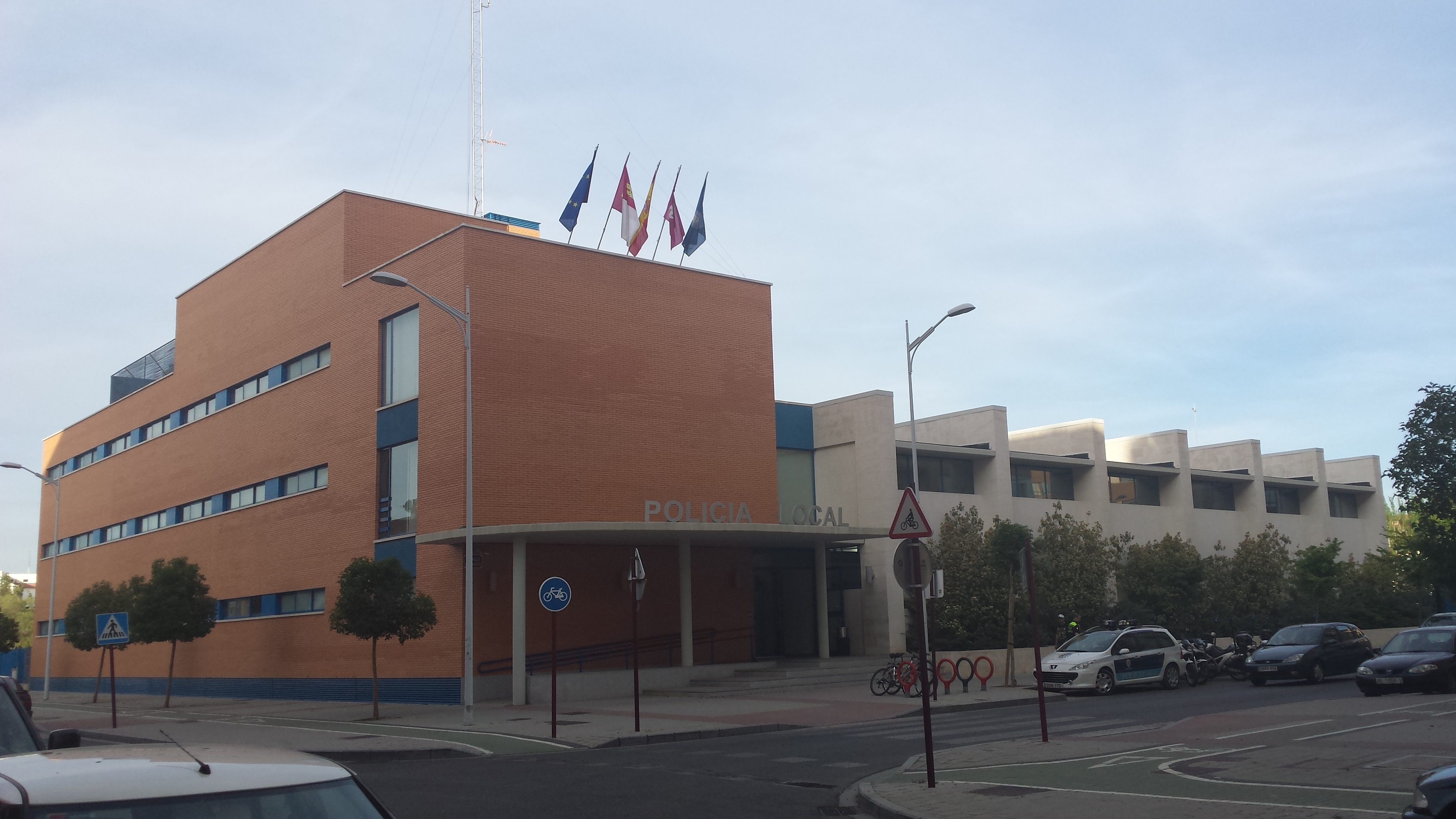
Comisaría de la Policía Local de Albacete

Los Llanos del Águila tiene 1802 habitantes (2012): 876 mujeres y 926 hombres.

## Infraestructuras

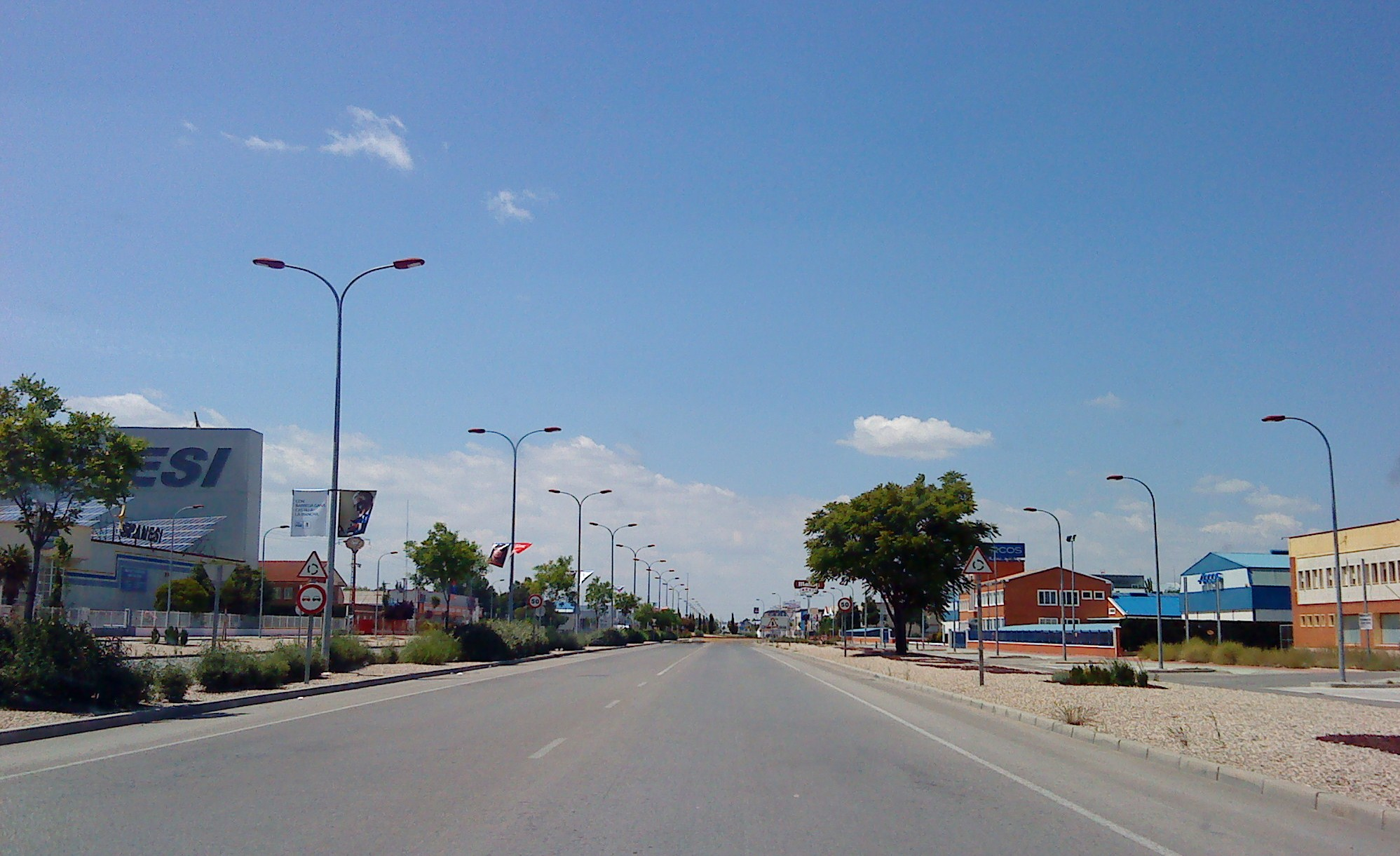
El polígono industrial Campollano está situado al norte del barrio.

El barrio de Los Llanos del Águila alberga importantes infraestructuras de la capital. Aloja la Ciudad de la Justicia de Albacete. También alberga el Parque de Bomberos de Albacete y la Comisaría de la Policía Local de Albacete. En el ámbito educativo está dotado con los institutos de educación secundaria Don Bosco, Andrés de Vandelvira, Parque Lineal y Universidad Laboral, el Colegio Público de Educación Infantil y Primaria Ana Soto, el Conservatorio Profesional de Danza José Antonio Ruiz de Albacete, el Centro Asociado de la Universidad Nacional de Educación a Distancia en Albacete o el Centro de Educación Especial Eloy Camino. Respecto a la sanidad, alberga el Centro de Atención a la Salud Mental de Albacete, uno de los centros hospitalarios que conforman el Complejo Hospitalario Universitario de Albacete, y el Centro de Recuperación de Personas con Discapacidad Física de Albacete, uno de los seis centros de su género que existen en España. Otros centros ubicados en el barrio son el Museo Policial de Albacete, el Teatro de la Paz o el Observatorio de Albacete de la Delegación Territorial de la Agencia Estatal de Meteorología (AEMET).

## Transporte
En autobús urbano, el barrio queda conectado mediante las siguientes líneas:
| Línea | Trayecto | Recorrido                                                        | Frecuencia                                         |
| ----- | --- | ---------------------------------------------------------------- | -------------------------------------------------- |
|       | Campus UCLM - Barrio de Vereda | Recorrido Archivado el 17 de abril de 2014 en Wayback Machine.   | 12-18 minutos                                      |
|       | Barrio San Pedro - Los Llanos del Águila - Parque Lineal - Parque Empresarial Campollano                                                    | Recorrido Archivado el 25 de febrero de 2014 en Wayback Machine. | 15-20 minutos                                      |
|       | Estación de Ferrocarril - Estación de Autobuses - Hospital General Universitario - Hospital Universitario Ntra. Señora del Perpetuo Socorro | Recorrido Archivado el 22 de febrero de 2014 en Wayback Machine. | 15-22 minutos                                      |
|       | Ciudad - Parque Empresarial Campollano | Recorrido Archivado el 17 de abril de 2014 en Wayback Machine.   | Salidas 7:20, 8:20, 14:40, 15:20 (desde la ciudad) |

## Galería de imágenes

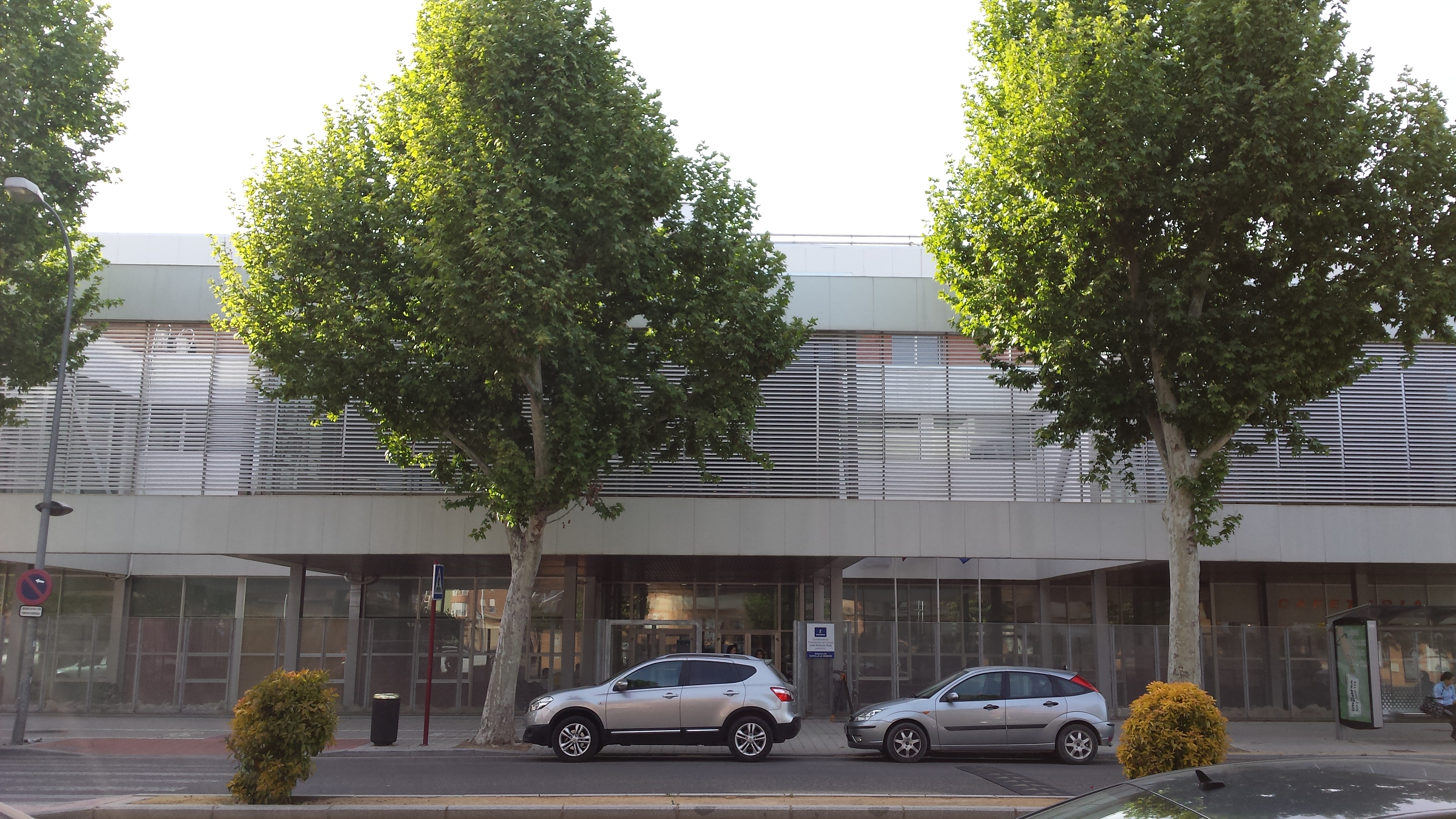
Conservatorio Profesional de Danza José Antonio Ruiz de Albacete
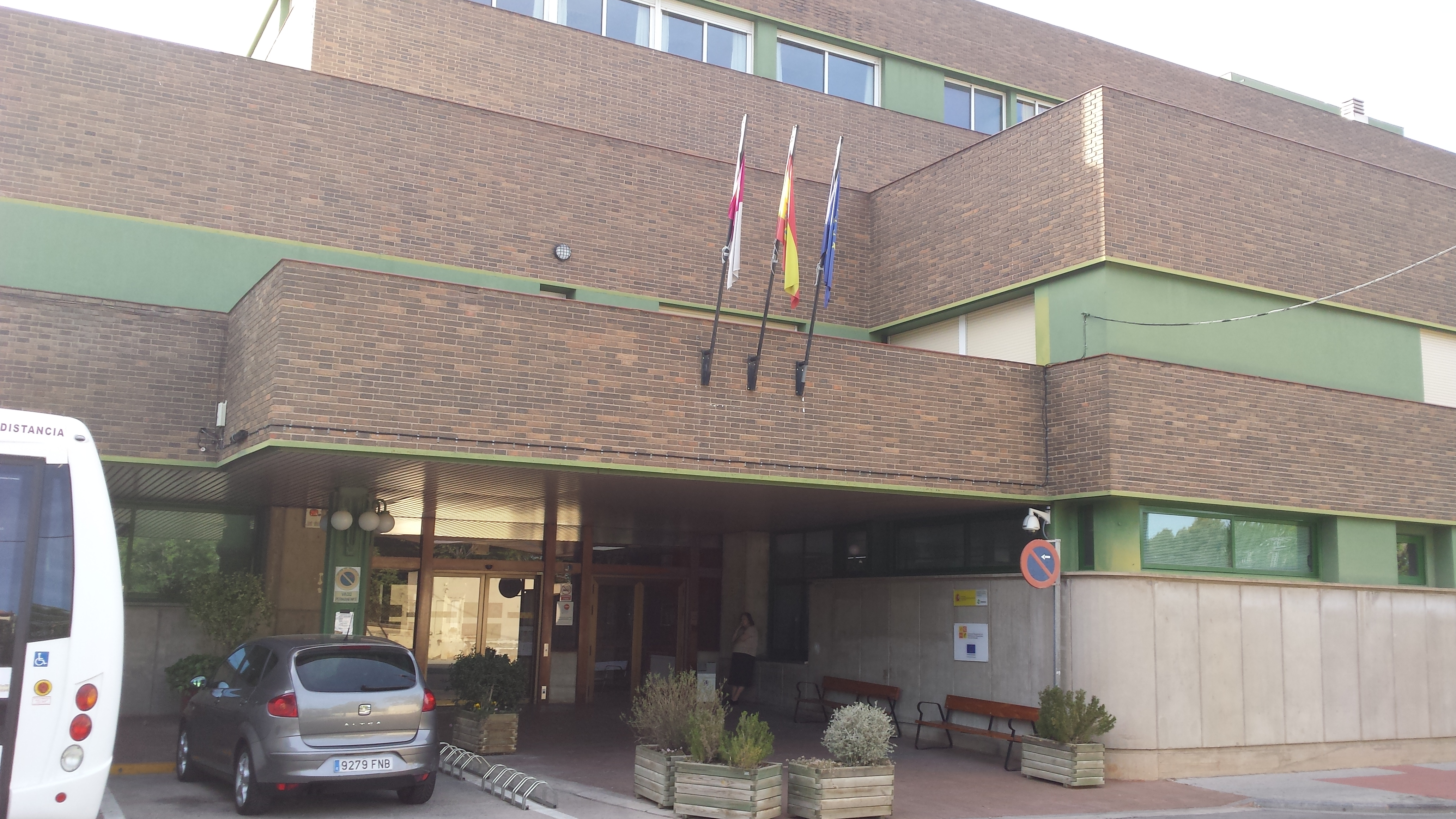
Centro de Recuperación de Personas con Discapacidad Física de Albacete (CRMF)
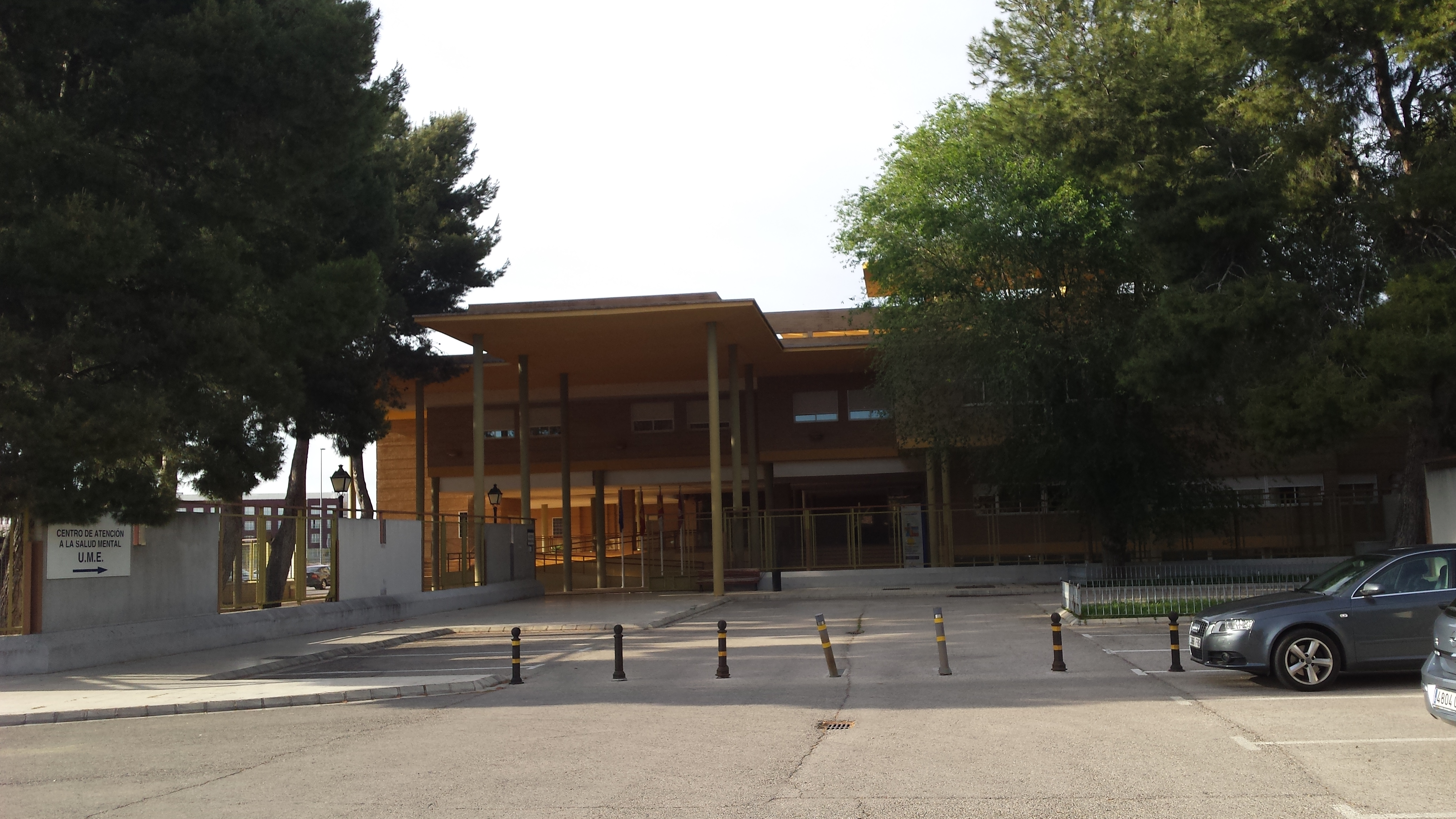
Centro de Atención a la Salud Mental de Albacete (UME)
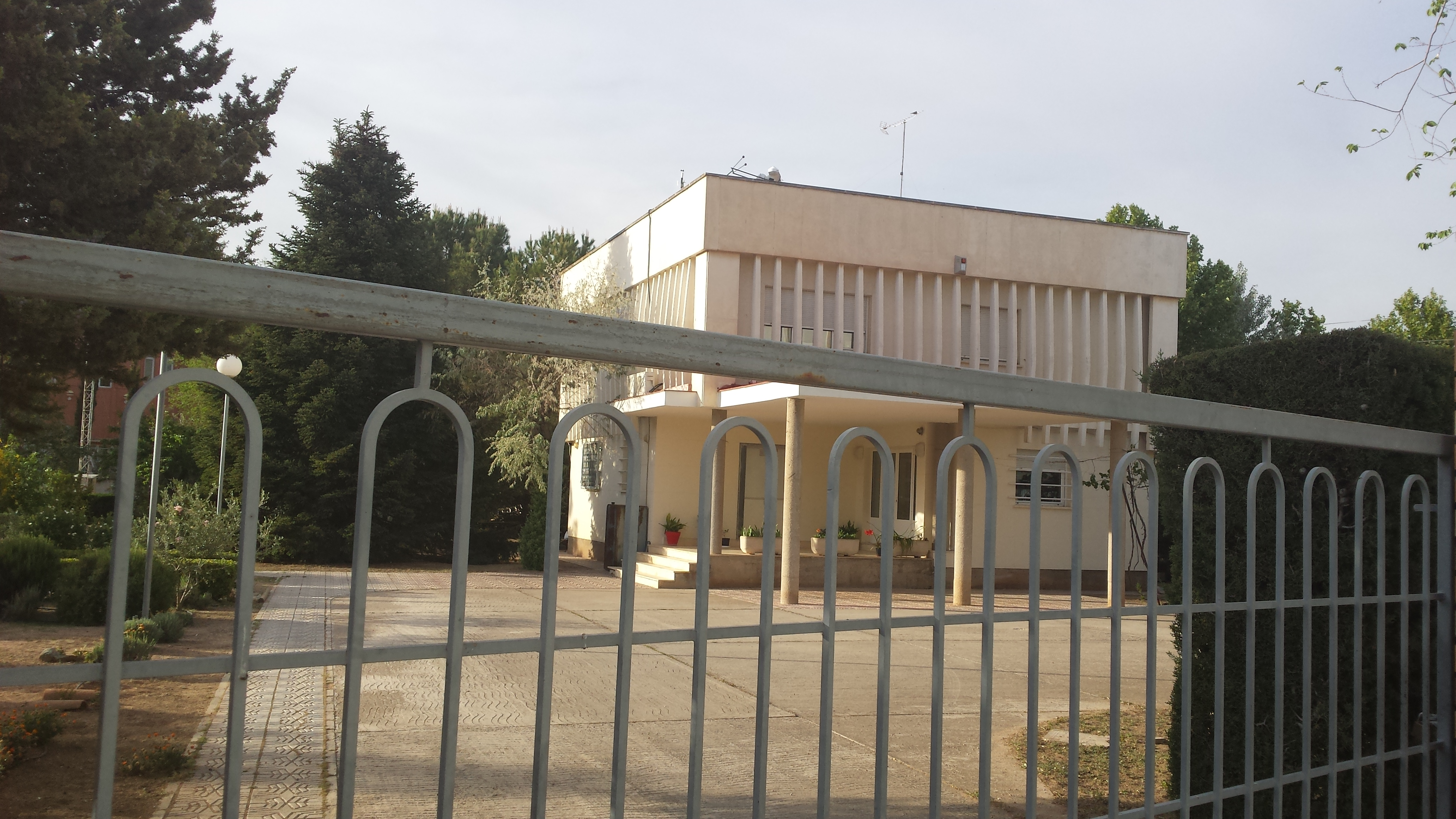
Observatorio de Albacete de la Agencia Estatal de Meteorología (AEMET)
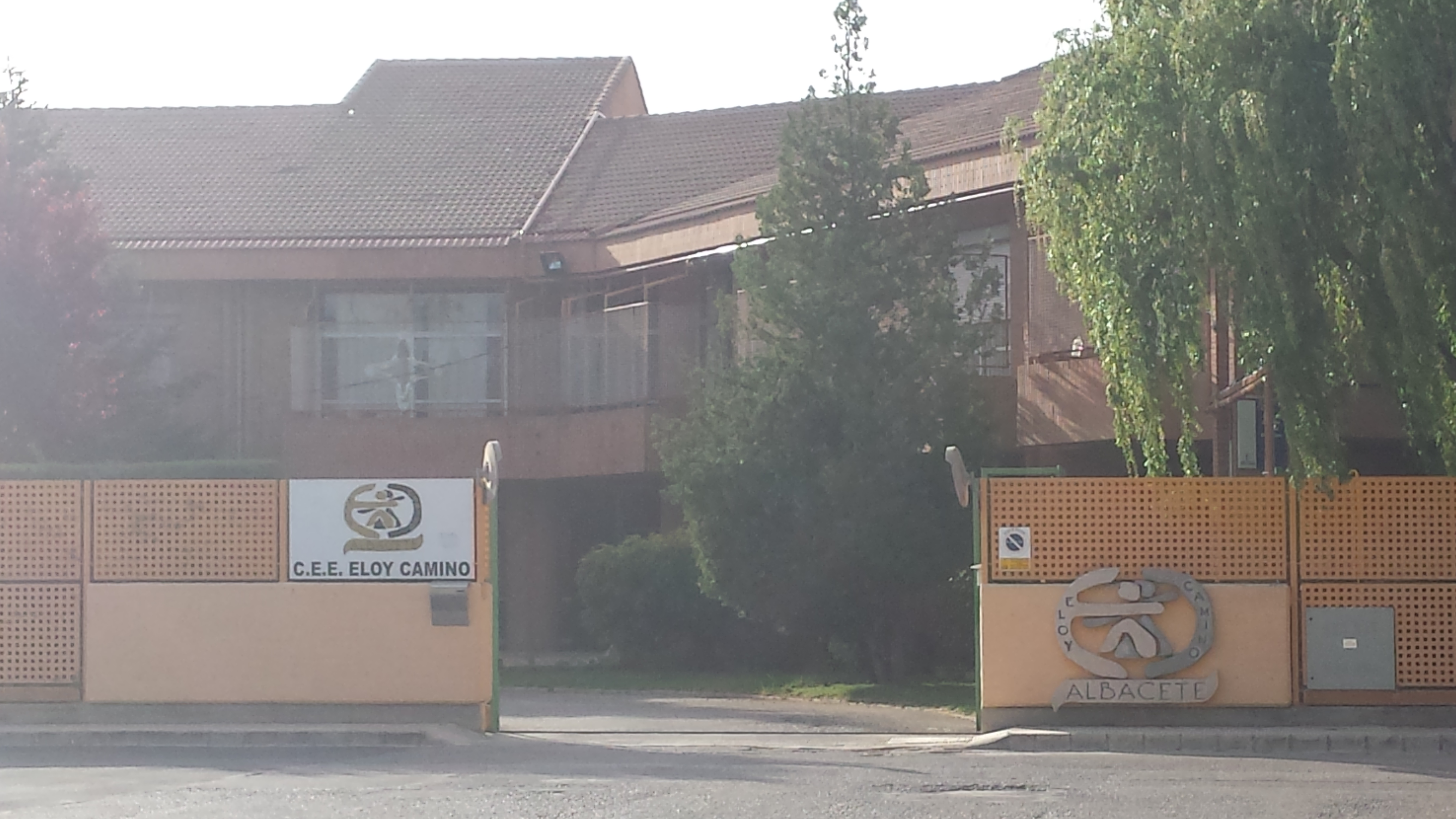
Colegio de Educación Especial Eloy Camino